# Jared Gomes
Jared Gomes (* 20. Oktober 1988 in Montreal, Québec) ist ein kanadischer Eishockeyspieler, der beim EHC Winterthur aus der Swiss League unter Vertrag steht.

## Karriere
Geboren wurde Gomes zwar in Montreal, wuchs aber in Brampton auf. Der Center spielte bis 2009 bei verschiedenen Teams der kanadischen Nachwuchsliga OHL. Von 2009 an war er für UPEI Panthers, die Mannschaft der University of Prince Edward Island, die am Spielbetrieb des Canadian Interuniversity Sport teilnimmt, aktiv. In seiner ersten Saison wurde er als Rookie des Jahres im CIS mit dem Clare-Drake-Award ausgezeichnet. In der Saison 2011/12 wurde er in das First-All-Star-Team des CIS gewählt.
2012 schloss sich der Stürmer den San Antonio Rampage aus der AHL an. Dort spielte er zwei Spielzeiten und erreichte in 129 Partien 20 Tore und 24 Assists. Im Oktober 2014 unterschrieb Gomes einen Try-Out-Vertrag bei den Hamilton Bulldogs. Nachdem er kurze Zeit später aus dem Try-Out entlassen worden war, wurde der Center von den Straubing Tigers aus der DEL verpflichtet, wo er einen Vertrag bis zum Saisonende erhielt. Da die Niederbayern das eigentliche Saisonziel die Playoffs nicht erreichen konnten, wurde für die Saison 2015/16 der Kader verändert und der Vertrag von Gomes nicht verlängert. Er ging daraufhin wieder zurück nach Nordamerika und spielte die Saison 2015/16 für die Bridgeport Sound Tigers in der AHL.
Zur Saison 2016/17 wurde Gomes vom südtiroler Verein Ritten Sport für den Continental Cup verpflichtet. In diesem Wettbewerb konnte er überzeugen, sodass er vom SC Riessersee verpflichtet wurde. Am 6. November 2018 gab der EHC Winterthur bekannt, dass er Gomes als Ersatz für den verletzungsbedingt ausgefallenen Tanner Sorenson verpflichtet hat.